# Lenslok

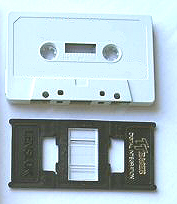
Lenslok Linse (unten) mit Cassette als Größenvergleich

Lenslok war ein Kopierschutzsystem für Spielesoftware, das in den 1980er Jahren bei Heimcomputern wie dem Commodore 64, Sinclair ZX Spectrum und Schneider/Amstrad CPC eingesetzt wurde. Die bekannteste Software, bei der dieser Kopierschutz eingesetzt wurde, ist das Spiel Elite für den ZX Spectrum.
Das Lenslok-System bestand aus einer kleinen, durchsichtigen  Kunststofflinse, auf der vertikal etliche kleine Prismen eingestanzt waren. Es war somit ein Hardware-Kopierschutz.
Bevor ein Spiel mit diesem Kopierschutz gestartet werden konnte, forderte die Software den Spieler auf, die Linse vor den Monitor zu halten, um zwei Buchstaben, die auf dem Monitor abgebildet wurden, aber nur durch die Linse richtig lesbar waren, in ein entsprechendes Eingabefeld einzugeben. Die Linse war klein genug, um in der Hülle einer Kompaktkassette mitgeliefert zu werden. Kompaktkassetten waren zum damaligen Zeitpunkt eine der häufigsten Medien, mit denen Computerspiele vertrieben wurden. Um die Buchstaben erkennen zu können, musste zuvor der Monitor oder Fernseher, auf dem das Spiel dargestellt wurde, entsprechend kalibriert werden, was nicht bei allen Geräten im nötigen Maße funktionierte. Wie viele Kopierschutzsysteme der Zeit war das Verfahren leicht zu umgehen: Spieler, die Maschinensprache beherrschten, konnten den Code im Speicher des Rechners finden, besonders dann, wenn man nach dem Anleitungstext auf dem Lenslok Screen im Binärcode des Programms suchte. Diese Umstände und der große Aufwand für den Anwender führten dazu, dass das System vom Markt sehr zögerlich angenommen wurde und sich schließlich auch nicht durchsetzte.  

## Software mit dem Lenslok-System (Auswahl)
- ACE (Air Combat Jet Emulator) (Cascade Games Ltd.)
- Elite (Firebird)
- Graphic Adventure Creator (Incentive Software)
- Jewels of Darkness (Level 9 Computing)
- Moon Cresta Incentive Software
- OCP Art Studio (Rainbird Software)
- Supercharge Digital Precision
- The Price of Magik (Level 9 Computing)
- Tomahawk (Digital Integration)
- TT Racer (Digital Integration)